# Kyjevská aglomerace

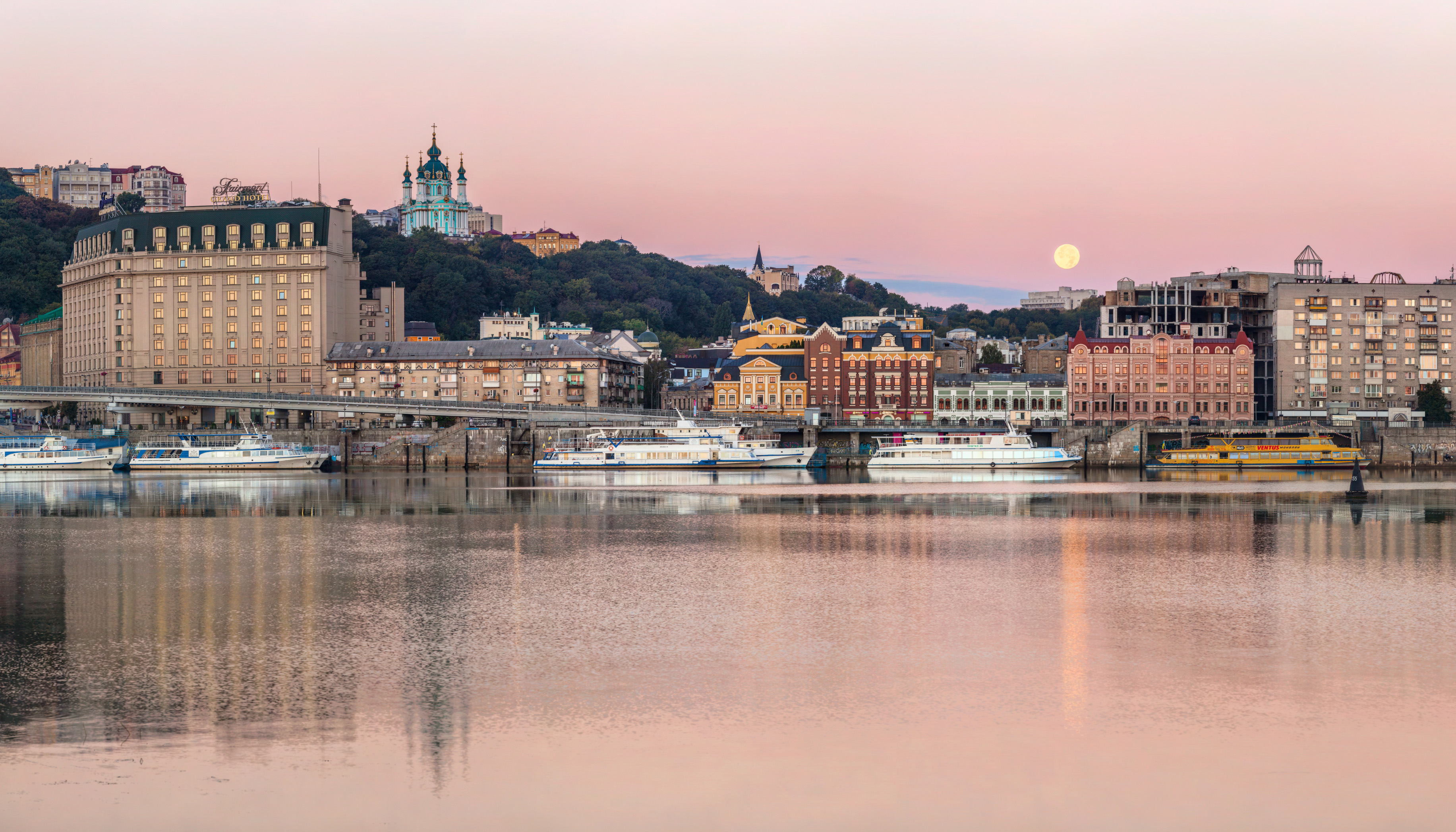
Pohled na Podil v Kyjevě

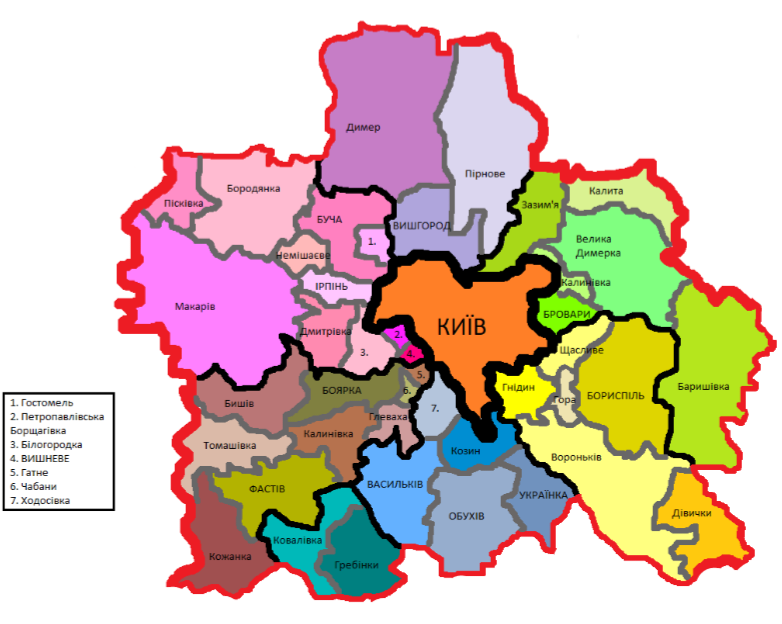
Mapa Kyjevské aglomerace v ukrajinštině

Kyjevská aglomerace (ukrajinsky Київська агломерація, Kyjivs'ka ahlomeracija) je de facto největší metropolitní oblast, ale de iure městská asociace na Ukrajině, jejímž hlavním městem je Kyjev. Aglomerace obklopuje okolí Kyjeva a řeku Dněpr, ale také důležité dopravní a zemědělské oblasti. Oblast má rozlohu 13 534 km². Počet obyvatel je různý, hlavně kvůli nejasným hranicím aglomerace, jeden zdroj udává, že aglomerace měla v roce 2022 3,5 milionu obyvatel. Velká města aglomerace kromě Kyjeva jsou Brovary, Bojarka, Boryspil, Buča, Fastiv, Irpiň, Obuchiv, Vasylkiv, Vyšhorod, Vyšneve a Ukrajinka.